# Wendy Wu: Homecoming Warrior
Wendy Wu: Homecoming Warrior (Wendy Wu en Hispanoamérica y Wendy Wu: La Chica Kung Fu en España) es una película original de Disney Channel protagonizada por Brenda Song y Shin Koyamada. Se estrenó en Estados Unidos el 16 de junio de 2006 por Disney Channel; durante su estreno la película fue vista por 5.9 millones de espectadores. En Latinoamérica se estrenó el 1 de mayo de 2006 y en España el 15 de mayo de 2006.

## Sinopsis
Wendy Wu (Brenda Song) es una adolescente que tiene una vida perfecta: Es bonita, popular, tiene un novio perfecto y es una de las dos candidatas para ser la Reina del Baile de Graduación. Pero después, toda su vida cambia cuando Shen (Shin Koyamada) un monje de China, le cuenta que ella es la reencarnación de la guerrera Yin, y que su destino es luchar contra el malvado Yan Lo. Al principio, Wendy no le cree, eligiendo promover su campaña de la Reina del Baile de Graduación contra Jessica Dawson (Ellen Woglom), la otra candidata. Pero entonces, Wendy se entera de que tiene que aprobar Historia para ser la Reina, y no sabe nada de China a pesar de ser china, el tema en cuestión, por lo que Shen hace un trato con Wendy, acordando que él le ayudaría con su materia, si ella deja que él la entrene. Mientras tanto, Yan Lo, bajo la forma de un artefacto chino, llega a la ciudad natal de Wendy y posee a mucha gente, incluyendo a Jessica. Wendy descubre que el día de la batalla es durante la coronación a la Reina del Baile de Graduación, por lo que decide no ir, y alistarse para el baile, pero al enterarse de que Shen fue solo a luchar, va en su ayuda. Al final logran vencer Yaan Lo. Los maestros de Shen, que sus espíritus estaban en los maestros y el director de la escuela de Wendy, le informan que esa será su última vida ya que Wendy venció definitivamente a Yan Lo y él se queda con ella para protegerla, hasta que los espíritus de los monjes se liberan y los maestros no recuerdan de lo que pasó y la abuela de Wendy los invita a comer unos pasteles de luna, pero Shen dice que ya esta cansado de siempre comer los pasteles, por lo que mejor se va con Wendy a tomarse un capuchino.

## Reparto
- Brenda Song como Wendy Wu.
- Shin Koyamada como Shen.
- Ellen Woglom como Jessica Dawson.
- Tsai Chin como Grandma Wu.
- Justin Chon como Peter Wu.
- Michael David como Kenny Wu.
- Susan Chuang como Nina Wu.
- Paul Willis como Principal Frank Nunan.
- James Gaylyn como Mr. Medina
- Tomothy Raby como Mr. Tobias
- Michael Saccente como Mr. Garibay
- Andy Fischer-Price como Austin.
- Sally Martin como Tory.
- Anna Hutchison como Lisa.
- Sally Stockwell como Entrenadora Gibbs.
- Geoff Dolan como Guardia de Seguridad.